# Pobednik
Pobednik (en serbe cyrillique : Победник), en français Le Vainqueur, a été érigé en 1928 dans la Haute ville de la forteresse de Belgrade à l’occasion de la célébration du dixième anniversaire de la percée du front de Thessalonique. Le monument est constitué d’une figure d’homme avec un aigle dans la main gauche et l’épée abaissée dans celle de droite ce qui est l’œuvre du sculpteur Ivan Meštrović, ainsi que d’un socle qui est conçu sous la forme de colonnes doriques avec des cannelures sur une haute base cubique, de l’architecte Petar Bajalovic. L'aigle représente l'accueil chaleureux, pour dire que c'est un peuple qui va accepter les étrangers, mais l'épée signifie que même s'ils sont accueillants, s'ils se font trahir, ils peuvent se venger, ça c'est un peuple qui ne se laissera pas marcher sur les pieds.

## Historique

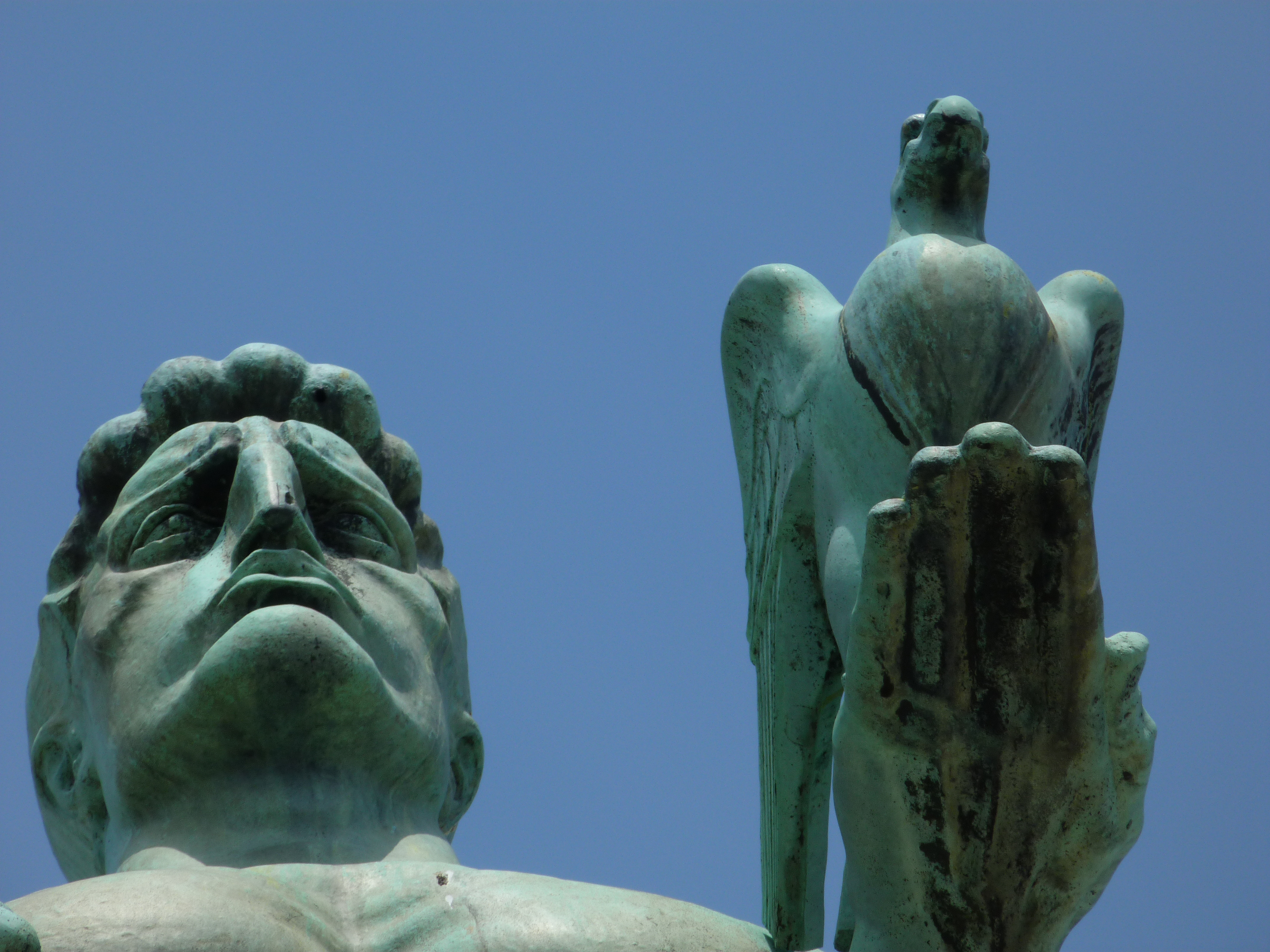
Le vainqueur, détail

L’historique du développement et de la construction du monument a duré pendant la période de 1913 à 1928, bien que les premières idées soient nées en 1912 quand lors de la victoire dans la Première guerre balkanique commence à sortir publiquement les propositions d’ériger un monument à Belgrade, à la gloire de l’ultime victoire sur les Turcs. La municipalité de Belgrade prend la décision en 1913 que ce grand événement historiques soit célébré par la construction d’un monument à la Victoire.
Initialement conçu comme une fontaine monumentale qui devait être placé dans la zone du plateau de Terazije, alors appelé la Place-du-Prince Aleksandar. Il était prévu que la fontaine soit construite en pierre, avec le piédestal contenant quatre figures de lions sur le dos desquels reposait une piscine ovale. Depuis le centre de la fontaine devait s’élevé une colonne de marbre au sommet de laquelle était prévue la statue du Vainqueur. Selon les conclusions de la réunion municipale du 4 octobre 1913, Mestrovic devait en bronze développer  vingt masques pour le bord autour de la coque (la piscine) et cinquante masques pour la colonne, aussi en bronze. Mestrovic a conclu en octobre 1913 un contrat avec la municipalité et ce même mois a commencé le travail sur la réalisation de la fontaine, jusqu’au début de la Première Guerre mondiale, lorsqu’il est en tant que citoyen austro-hongrois contraint de quitter Belgrade.
L’historique de construction de la fontaine imaginée, ainsi que sa description plus précise  est donné dans le journal Vreme (le Temps): ... le grand bassin (la coque) dont la face extérieure devait être décoré de relief qui représente des guerriers sur des chevaux en course. Sur le bord de cette coque seraient montés des têtes de lion (celles des actuelles jetées d’eau) qui projetterais de l’eau qui se rassemblerait dans la coque... Le pilier serait dans les espaces entouré d’anneaux en bronze sur lesquels seraient placés les masques des têtes turques, dont chacune aurait jetée de l’eau dans le bassin sous le pilier...
Pour finir le travail au plus vite autour de l’élévation de cette fontaine, Mestrovic a déménagé son atelier à Belgrade. Il travaillait dans le sous-sol de l’école primaire, près de la Cathédrale de Belgrade. Durant une courte période il a terminé la statue du Vainqueur et les têtes de lions. Après les avoir envoyés à la coulée en République Tchèque, il a commencé à faire les grands reliefs des lanceurs. Les brouillons des grandes figures de lion ont également été achevés.
Entre-temps se déclenche la Première Guerre mondiale. L’ultimatum autrichien a forcé Mestrovic a quitté Belgrade, et le travail en conséquence presque tout achevé a dû être abandonné. Pendant l’occupation par les troupes autrichiennes, allemandes et hongroises, tout mis à part la statue du Vainqueur et les masques de lion, qui étaient à la coulée, a été totalement détruit.
L’apparence précise de la fontaine est connue grâce aux enregistrements originaux des dessins de Mestrovic de l’Atelier Ivan Meštrović à Zagreb, qui ont été faits par le sculpteur Veselko Zoric.
Après la Première Guerre mondiale, de nouveau a été actualisée l’idée d’élever une fontaine à Terazije, mais puisque les financements à ce moment n’ont pas pu être fournis, juste la coulée de la statue du Vainqueur et des masques en tête de lion a été payée. Pendant ce temps, la statue était stockée dans un entrepôt de conduit d’eau à Senjak. Cependant, en 1923, il y a eu un accord entre la municipalité de Belgrade et Mestrovic pour ériger un monument à Terazije. Une fois que les travaux de préparations des fondations et de la mise en place du monument ont commencé, en 1927 un scandale a éclaté, le public belgradois reniait la mise en place de ce monument d’un point de vue moral et artistique. A l’occasion de cette polémique, l’auteur a fait la déclaration suivante: la municipalité de Belgrade m’a demandé la permission de placé « le Vainqueur » sur le plateau de Terazije, temporairement. Mais je comme sais que notre « temporairement » dure souvent trop longtemps, je me suis mis d’accord avec l’architecte belgradois Bajalovic pour un piédestal plus solide pour soutenir la statue. La municipalité, comme j’ai entendu, a commencé à travailler. Puis elle l’a interrompue. Qu’est-ce que j’ai à dire ? S’il pense placer la statue à Terazije, ils n’ont qu’à la placer. S’ils ont trouvé un emplacement meilleur, qu’ils la placent là-bas – même si je ne sais pas pourquoi elle ne pourrait pas être exhibée à Terazije. À la fin, elle n’a qu’à rester là où elle a toujours été – dans une cabane. Quant à moi, j’aurais le plus aimé trouvé les possibilités de construire la Fontaine entière comme elle a été imaginée...
Après de long débat, de discussion et de critique, il a été décidé dans la municipalité de Belgrade de ne pas  installer le monument à Terazije, mais à une autre place en dehors de la ville. Le maire Kumanudi informe Mestrovic que les travaux pour le placement du monument à Terazije ont été arrêtés sans sa permission. Enfin la sculpture obtient sa place sur le plateau de la Haute–Ville de la forteresse de Belgrade. Cette décision de la municipalité de Belgrade du lieu de mise en place de la statue du Vainqueur a coïncidé avec l’achèvement des travaux sur la reconstruction de la promenade de Sava et du Grand Escalier de Kalemegdan, ainsi qu’avec la célébration de l’anniversaire de la percée du front de Thessalonique. En souvenir de cet évènement le 7 octobre 1928 a officiellement été ouverte une nouvelle section de l’avenue de Sava et découvert le monument du Vainqueur.
Dans l’opus d’Ivan Meštrović, la sculpture du Vainqueur qui a été réalisée en 1913, peu de temps après un cycle de sculptures destiné au temple Vidovdan, se fonde sur le concept du style et de l’idée du cycle qui comprend des œuvres représentatives de Mestrovic telles que la sculpture de Milos Obilic, Srdja Zlopogledja, Marko Kraljevic. Le monument seul est conçu dans une forme monumentale, un nu masculin athlétique, situé sur un haut pilier dans un sens symbolique qui représente la figure iconique de la victoire. Comme solution iconographique pour personnifier le triomphe de la nation victorieuse, il a pris le motif symbolique  du héros mythique Hercule de l’héritage du vocabulaire classique.
Après la fin de la Première Guerre mondiale, avec la formation d’un nouvel État et d’un nouveau climat spirituel, le concept original du monument « libérateur » et sa solution initiale comme motif final d’une fontaine monumentale, dont le placement était prévu sur le plateau de Terazije comme un monument dédié à la liberté et la libération  de cinq siècles d’esclavage sous les Turcs, a perdu son sens authentique ce qui comme effet a que le nom du monument provient de sa nouvelle consécration à la percée du front de Thessalonique et la victoire de l’armée serbe dans la Première Guerre mondiale.
La simplicité du piédestal et la hauteur bien proportionnée pour le placement, a permis l’évaluation du monument dans son ensemble, plutôt que dans le détail. Cela créé la monumentalité désirée et la perception de ce monument comme un signe ou un symbole. Au fil du temps, le Vainqueur est devenu l’un des symboles les plus mémorables de Belgrade et avec le Monument de reconnaissance à la France, appartient au petit nombre de monuments publics imposants qui ont été construits entre-deux-guerres mondiales à Belgrade, qui sont caractérisés par des aspirations stylistiques modernes.
Le Monument du Vainqueur de Belgrade est déterminé comme monument de bien culturel en 1992.

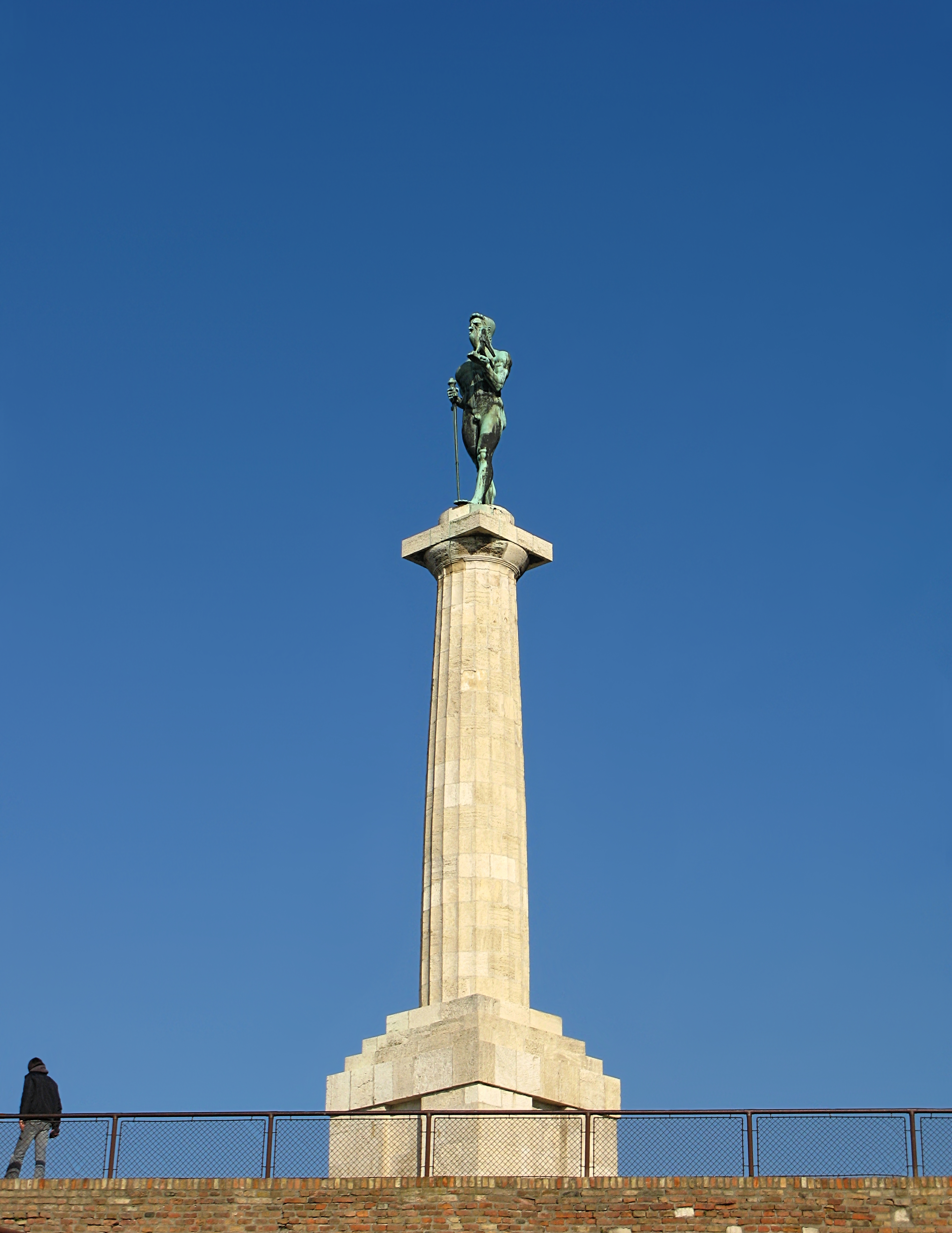
Vue d'ensemble de l'œuvre